# Ebenezer Howard
Sir Ebenezer Howard Kt., OBE (Londres, 29 de janeiro de 1850 – Hertfordshire, 1 de maio de 1928) foi um pré-urbanista inglês, conhecido por sua publicação Cidades-Jardins de Amanhã (Garden Cities of To-morrow), de 1898, na qual descreveu uma cidade utópica em que pessoas viviam harmonicamente juntas com a natureza. A publicação resultou na fundação do movimento das cidades-jardins. As primeiras cidades-jardins foram construídas na terra natal de Howard, no início do século XX.

## Biografia
Ebenezer Howard nasceu em Fower Street, na cidade de Londres, como filho de um comerciante. Ele foi mandado para escolas em Suffolk e Hertfordshire, e subsequentemente desempenhou diversos trabalhos clericais. Em 1871, aos vinte e um anos de idade, influenciado parcialmente por um tio agricultor, Howard emigrou para os Estados Unidos ao lado de dois amigos. Ele viajou até Nebraska, mas logo descobriu que não desejava se tornar um fazendeiro. Ele então se mudou para Chicago, onde trabalhou como repórter para tribunais e jornais. Nos Estados Unidos ele também conheceu as obras dos poetas Walt Whitman e Ralph Waldo Emerson. Nesse período começou a refletir sobre meios para melhorar a qualidade de vida das pessoas.
Por volta de 1876, já de volta na Inglaterra, Howard encontrou trabalho na companhia Hansard, que produz os registros verbatim oficiais do Parlamento, e permaneceu lá empregado pelo resto de sua vida. Descendentes diretos de Ebenezer Howard incluem seu neto Geoffrey Howard, instrutor de críquete, e sua bisneta Joy Bernardine Howard, poetisa e editora.

## Ideias e influências
Howard era um ávido leitor; lera o utópico romance de 1888 de Edward Bellamy, Looking Backward, e o tratado econômico de Henry George, "Progress and Poverty", refletindo bastante sobre as questões sociais. Ele não gostava da maneira como as cidades modernas estavam se desenvolvendo e, por isso, pensava que os indivíduos deveriam viver em lugares que combinassem aspectos da cidade e do campo. Além disso, Howard tinha entusiasmo pelo Esperanto.

## Publicações

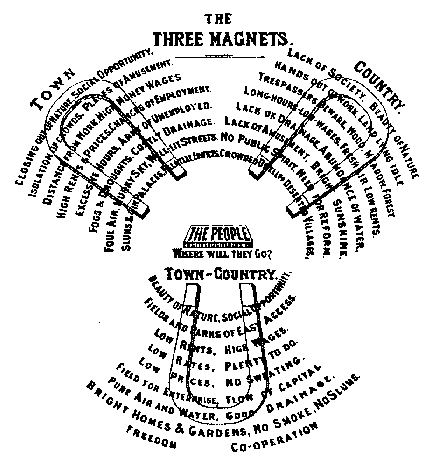
O diagrama de Três Ímãs de Howard.

A única publicação que Howard escreveu em vida foi intitulada To-Morrow: A Peaceful Path to Real Reform, a qual foi republicada em 1902 como Garden Cities of To-morrow (ou Cidades-Jardins de Amanhã). Este livro oferece um visão de cidades livres de favelas e gozando tanto dos benefícios de uma cidade (como oportunidades, entretenimento e salários altos) como os de um campo (beleza, ar fresco, aluguéis baratos). Ele ilustrou essa ideia em seu famoso diagrama de Três Ímãs (Three Magnets), que continha a pergunta "Para onde as pessoas irão?"; as escolhas apresentadas sendo "cidade", "campo" e "cidade-campo".
A obra propunha a criação de novas cidades suburbanas de tamanho limitado, pré-planejadas, e cercadas por um permanente cinturão de terras destinadas à agricultura. Tais cidades-jardins serviram de modelo para muitos subúrbios e, conforme Howard acreditava, formavam a combinação perfeita de cidade e natureza. As cidades seriam bastante independentes, manejadas pelas pessoas com interesse econômicos nelas e financiadas por aluguéis de imóveis no modelo georgista. As propriedades pertenceriam a um grupo de fiduciários e seriam arrendadas para os cidadãos.

## Consequências
Em 1899, Ebenezer Howard fundou a Garden Cities Association, hoje conhecida como Town and Country Planning Association, a entidade filantrópica ambiental mais antiga da Inglaterra.
Em associação com Henry Harvey Vivian e com o moviemnto de co-parceria de habitação, as ideias de Howard atraíram bastante atenção e fomentaram a construção da cidade-jardim de Letchworth, uma cidade suburbana ao norte de Londres. Uma segunda cidade-jardim, Welwyn, foi iniciada após a Primeira Guerra Mundial. Howard também manteve contato com os arquitetos alemães Hermann Muthesius e Bruno Taut, os quais realizaram grandes projetos de habitações na República de Weimar. Muthesius teve um papel importante na criação da primeira cidade-jardim da Alemanha, Hellerau, em 1909, onde as ideiais de Howard foram completamente adotadas. As ideias de Howard também planejaram outros planejadores urbanos, como Frederick Law Olmsted II e Clarence Perry.
As criações de Letchworth e Welwyn foram decisivas para o desenvolvimento das "Novas Cidades" (New Towns) após a Segunda Guerra Mundial pelo governo britânico. Foram construídas mais de 30 comunidades; a primeira dessas foi Stevenage, em Hertfordshire; a última e maior foi Milton Keynes, em Buckinghamshire.
Walt Disney usou elementos dos conceitos de Howard em seu projeto original para a EPCOT (Experimental Prototype Community of Tomorrow).
Em 1913, Howard fundou a Garden Cities and Town Planning Association, presentemente conhecida como International Federation for Housing and Planning.

## Cidades jardim
Howard em seus estudos, perguntou-se “Para onde as pessoas irão?”, então considerou três imãs de atração da população, a cidade inchada , o campo vazio, e a cidade-campo, que seria a terceira solução.
Ele propõe muito mais do que a harmonia entre homem e natureza, ele apresenta toda uma política para a manutenção do equilíbrio social, ameaçado pelas sórdidas condições de urbanização das camadas populares inglesas durante o século XIX. Planeja não só as formas, as funções, os meios financeiros e administrativos de uma cidade ideal, sadia e bela, mas, principalmente, um processo para satisfazer as massas e controlar sua concentração nos centros metropolitanos. A cidade-jardim seria construída no centro dos 2400 hectares, e ocupando 400 hectares, o resto seria para o campo, cortada por seis bulevares com 36 metros, uma avenida central com 125 metros de largura, formando um parque, no finas as casa ficam dispostas em meia-lua para ampliar a visão dessa avenida-jardim. No centro ficariam órgãos públicos e para o lazer (teatro, museu e etc.), o Palácio de Cristal, ocuparia uma grande área servindo como mercado e jardim de inverno, proporcionando aos ingleses durante o longínquo período chuvoso um lugar para recreação. A população seria de cerca de 30000 pessoas, sendo 2000 no campo, as indústrias ficariam na periferia  ao longo da linha férrea, facilitando o escoamento da produção, a área agrícola seria constituídas por fazendas , cooperativas ou particular. Na cidade jardim, o solo urbano é socializado, e lucro obtido pelo loteador pelas cotas pagas mensalmente, ninguém torna proprietário de sua casa, loja, indústria, isso se da pelo arrendamento.
Primeiramente Howard pensou como tornaria sua ideia viável, então em 1899 funda a Associação das Garden-Cities, e logo em 1903 pode adquirir Letchworth, e chamou os arquitetos  Parker e Umwin para projetar a cidade , esta cidade atingiu grande êxito, e chamou atenção dos jornais de Londres, atraiu jovens. A atmosfera na cidade era excitante e prazerosa (alcançou 26 mil habitantes em 1962). Em 1919 Howard achou um terreno a 15 km de Letchworth, onde instalaria Welwin, a segunda cidade-jardim. Hermann Muthesius também teve um papel importante na criação da primeira cidade-jardim Alemã — Hellerau, próximo a Dresden, que foi fundada em 1909 por Karl Schmidt-Hellerau — a única cidade da Alemanha onde as ideias de Howard foram completamente implementadas.

## Comprovações
Howard com as duas cidades-jardins conseguiu comprovar:
- que era viável a construção de cidades novas com indústrias e jardins, e não subúrbio jardins;
- que as famílias poderiam possuir uma casa em meio ao verde, perto do trabalho e do centro da cidade;
- poderia obter cidades com boa qualidade ambiental, mantendo os jardins;
- era possível construir moradias a baixo custo, com conforto térmico, e formando uma arquitetura homogênea (leia-se arquitetura georgiana) dando continuidade a cidade.

## Consequências do trabalho
As consequências das ideias de Howard foram sentidas em muitas partes do mundo, até no Brasil, como nas cidades de Cianorte, Belo Horizonte, São Paulo, Goiânia, Rio de Janeiro, Maringá e Londrina.[carece de fontes?] Já nos Estados Unidos, os subúrbios de Greenbelt, Washington, D.C. e Nova Jérsei influenciaram profundamente no planejamento inglês após a Segunda Guerra Mundial. As cidades mais influenciadas foram Milton Keynes, que atingiu 250 mil habitantes, e Central Lancashire, com 430 mil habitantes.